# Resul Hojaýew
Resul Hojaýew (ur. 7  stycznia 1997 w Bäherden) – turkmeński piłkarz grający na pozycji pomocnika. Jest wychowankiem klubu Altyn Asyr Aszchabad.

## Kariera piłkarska
Swoją karierę piłkarską Hojaýew rozpoczął w klubie Altyn Asyr Aszchabad, w którym w 2017 roku zadebiutował w pierwszej lidze turkmeńskiej. W latach 2017 i 2018 wywalczył z nim mistrzostwo Turkmenistanu.

## Kariera reprezentacyjna
W reprezentacji Turkmenistanu Hojaýew zadebiutował 9 stycznia 2019 w przegranym 2:3 meczu Pucharu Azji 2019 z Japonią.